# SEFAC
SEFAC, pełna nazwa Société d’Etude et de Fabrication d’Automobiles de Course – francuskie przedsiębiorstwo konstruktorskie i jednocześnie zespół wyścigowy.
SEFAC został powołany przez rząd Francji jako reakcja na nieudane występy Bugatti w sezonie 1934 Grand Prix. Projekt okazał się niedofinansowany, w efekcie czego został zarzucony, a kierowcy SEFAC wystartowali zaledwie w dwóch wyścigach.

## Przygotowania
W sezonie 1934 wprowadzone zostały nowe przepisy w wyścigach Grand Prix, które określały dopuszczalną masę pojazdu (z wyłączeniem kierowcy, paliwa, płynów eksploatacyjnych i opon) na 750 kg. W tym okresie narodowym francuskim zespołem było Bugatti. Rozczarowujące wyniki Bugatti po zmianie przepisów, a w szczególności brak konkurencyjności względem Alfy Romeo i Mercedesa podczas Grand Prix Francji 1934, wywołały oburzenie we Francji i zainteresowanie sprawą ze strony francuskich polityków. W efekcie rząd Francji powołał Société d’Etude et de Fabrication d’Automobiles de Course (w skrócie SEFAC) – przedsiębiorstwo, któremu wyznaczono za cel zwycięstwa w nowej formule Grand Prix. Aby pozyskać budżet na funkcjonowanie SEFAC, francuski rząd utworzył komitet pod nazwą Comité de la Souscription Nationale pour le Fonds de Course, który między innymi organizował sprzedaż przypinek oraz szukał wsparcia wśród francuskiego przemysłu. Efekty starań komitetu okazały się rozczarowujące. W pierwszym roku zebrano około 676 000 franków, z czego urzędnikom wypłacono 125 000 franków, Bugatti i Delage otrzymały po 100 000 franków, zaś SEFAC przekazano jedynie 50 000 franków.
Na głównego projektanta samochodu został wyznaczony Émile Petit, który w latach dwudziestych projektował samochody typu voiturette dla marki Salmson. Ponadto projektantem podwozia był Edmond Vareille. Z uwagi na mały budżet, Petit zdecydował się opracować tradycyjną konstrukcję podwozia. Na przednie zawieszenie składały się wahacze i sprężyny śrubowe, a na tylne – oś napędowa i sprężyny śrubowe. Układ przeniesienia napędu stanowiła czterostopniowa elektromagnetyczna skrzynia biegów Cotal. Pojazd był napędzany przez ośmiocylindrowy silnik o pojemności 2771 cm³. Silnik ten składał się w dwóch przeciwległych czterocylindrowych bloków z własnymi wałami korbowymi (obracającymi się w przeciwnych kierunkach), opartych na wspólnej skrzyni korbowej. W silniku zastosowano dwa wałki rozrządu w głowicy, dwa gaźniki Solex, a także sprężarkę. Moc silnika wynosiła 250 KM, co było najsłabszą wartością spośród wszystkich samochodów klasy 750 kg. Silnik był dostępny dla klientów, a jego cena wynosiła 225 000 franków.

## Grand Prix Francji 1935
Pierwszym zgłoszeniem SEFAC było Grand Prix Francji 1934, w którym miał uczestniczyć Raymond Sommer. Z uwagi na fakt, iż samochód nie był wówczas gotowy, SEFAC nie wystartował w Grand Prix. Z tej samej przyczyny zespół nie uczestniczył w 1935 roku w Grand Prix Monako, Grand Prix Tunisu i Grand Prix Trypolisu mimo faktu, że wcześniej wysłał zgłoszenie.
W 1935 roku Automobile Club de France zdecydował się porzucić wyścigi Grand Prix, koncentrując wysiłki na zawodach samochodów sportowych. Mimo to zdecydowano o wystawieniu SEFAC na Grand Prix Francji 1935 z uwagi na ewentualne straty wizerunkowe. Z tego względu decydenci, świadomi powolnych prac nad samochodem, naciskali na Petita, aby pojazd był gotowy na Grand Prix.
Istotnie, SEFAC wystawił samochód na Grand Prix Francji, a jego kierowcą został Marcel Lehoux, który wcześniej ścigał się m.in. Bugatti oraz Alfą Romeo w fabrycznym zespole Ferrari, wygrywając w karierze kilka Grand Prix. Podczas ważenia samochodu okazało się, że przekracza on dozwoloną masę o 181 kg. Lehoux po wyjeździe na tor przejechał kilka wolnych okrążeń. Po powrocie do boksów kierowca przekazał informację, iż samochód jest bardzo źle przygotowany, a wśród jego największych wad wymienił moc silnika, skuteczność hamulców i kiepską przyczepność. Wskutek tego SEFAC wycofał się z Grand Prix Francji, a jedynym Francuzem w wyścigu był Robert Benoist, który wycofał się po czterech okrążeniach.
Wkrótce po Grand Prix Comité de la Souscription Nationale pour le Fonds de Course opublikował raport, z którego wynikało znaczne niedofinansowanie projektu SEFAC. Raport wywołał burzliwą dyskusję we Francji, a opinia publiczna przestała wykazywać zainteresowanie zespołem. Mimo to przebudowano jeszcze silnik na jednostkę o pojemności 2960 cm³.

## Dalsze losy projektu
W połowie lat 30. Comité de la Souscription Nationale pour le Fonds de Course dokonało zmiany w finansowaniu, polegającej na pobieraniu na rzecz komitetu pięciu franków z każdej opłaty za prawo jazdy. W ten sposób uzbierano około miliona franków, w efekcie czego w 1937 roku został ogłoszony konkurs. Pieniądze miał otrzymać ten producent, który zbuduje samochód według nowych przepisów na sezon 1938, a pojazd na torze Montlhéry pokona dwieście kilometrów ze średnią prędkością powyżej 146,5 km/h. Po ogłoszeniu konkursu pojawiły się pogłoski, że 27 sierpnia Eugène Chaboud i Jean Trémoulet będą uczestniczyć w konkursie samochodem SEFAC. W rzeczywistości jednak nie doszło do tego.
W 1938 roku komitet ogłosił zamiar wycofania się ze wspierania poszczególnych konstruktorów, gwarantując pieniądze jedynie najlepszemu z nich. W odpowiedzi wysunięte zostały zastrzeżenia, iż nie można rozpocząć budowy zwycięskiego samochodu Grand Prix bez gwarancji finansowych. Po wygraniu Grand Prix Pau i Grand Prix Corku, Delahaye był przekonany, iż otrzyma pieniądze na opracowanie modelu 155. Zamiast tego pieniądze przekazano Talbotowi, którego właściciel – Anthony Lago – poprzestał na przekazaniu komitetowi swoich planów. W efekcie doszło do konfliktu, a Delahaye wycofał się z Grand Prix Francji. SEFAC zgłosił samochód na to Grand Prix z Chaboudem jako kierowcą mimo faktu, iż w samochodzie od 1935 roku nie wprowadzono większych zmian, wyłączając nowy, opływowy nos. Chaboud nie ustanowił czasu w kwalifikacjach, a z wyścigu wycofał się po dwóch okrążeniach w wyniku usterki mechanicznej.
Drugim wyścigiem, w którym uczestniczył SEFAC, było Grand Prix Pau 1939. Pojazd prowadził Jean Trémoulet, który wraz z Chaboudem wygrał 24h Le Mans 1938. Podczas kwalifikacji Trémoulet wjechał w żwir, ale mimo to ustanowił czas 2:14, będący najsłabszym wynikiem spośród wszystkich uczestników. Francuz odpadł z deszczowego wyścigu na 35. okrążeniu, kiedy to w jego samochodzie zabrakło paliwa.
W 1947 roku firma silnikowa Dommartin zakupiła samochód SEFAC i planowała wystawić go pod własną nazwą. W pojeździe zmieniono nadwozie, zmodyfikowano silnik do pojemności 3,6 litra oraz usunięto sprężarkę. Dommartin wysłał zgłoszenie na Grand Prix Francji 1948, a kierowcą samochodu miał być Yves Giraud-Cabantous. Z powodu braku pieniędzy Dommartin nie wziął jednak udziału w Grand Prix.

## Wyniki w mistrzostwach Europy
| Punktacja mistrzostw Europy AIACR | Punktacja mistrzostw Europy AIACR    | Punktacja mistrzostw Europy AIACR |
| Kolor                             | Rezultat                             | Punkty                            |
| --------------------------------- | ------------------------------------ | --------------------------------- |
| Złoty                             | Zwycięzca                            | 1                                 |
| Srebrny                           | 2 miejsce                            | 2                                 |
| Brązowy                           | 3 miejsce                            | 3                                 |
| Zielony                           | Przynajmniej 75% rezultatu zwycięzcy | 4                                 |
| Niebieski                         | 50%-75% rezultatu zwycięzcy          | 5                                 |
| Fioletowy                         | 25%-50% rezultatu zwycięzcy          | 6                                 |
| Czerwony                          | Poniżej 25% rezultatu zwycięzcy      | 7                                 |
| Czarny                            | Zdyskwalifikowany                    | 8                                 |
| Biały                             | Nie brał udziału                     | 8                                 |

| Sezon | Zespół | Silnik | Kierowcy       | Wyniki w poszczególnych eliminacjach | Wyniki w poszczególnych eliminacjach | Wyniki w poszczególnych eliminacjach | Wyniki w poszczególnych eliminacjach | Wyniki kierowców | Wyniki kierowców |
| 1938  |        |        |                | Francja                              | III Rzesza                           | Szwajcaria                           |                                      | Pkt.             | Msc.             |
| ----- | ------ | ------ | -------------- | ------------------------------------ | ------------------------------------ | ------------------------------------ | ------------------------------------ | ---------------- | ---------------- |
| 1938  | SEFAC  | SEFAC  | Eugène Chaboud | NU                                   | –                                    | –                                    | –                                    | 31               | 31               |